# Stettiner Oderwerke
Stettiner Oderwerke est une entreprise de construction navale à Stettin (aujourd'hui Szczecin en Pologne).

## Unités construites
- Navires civils
  - SS Preussen (1909)
  - Hansestadt Danzig (1926)
  - SS Stettin (1933)
  - Tannenberg (1935)
  - SS Isa (1936)
  - Wal (1938)

- Navires militaires
  - 2 sous-marins Type VII (1941–1944)
    - Unterseeboot 822